# Ögonkorall
Ögonkorall (Desmophyllum pertusum) är en korallart i familjen Caryophylliidae inom ordningen stenkoraller (Scleractinia).
Ögonkorall har som andra stenkoraller ett kalkskelett. Den är kolonibildande och kan bilda rev. Kolonierna kan mäta över 50 cm i höjd, en stor koloni till och med över en meter, och är oregelbundet förgrenade. Den är en kallvattenkorall och förekommer i vatten med en temperatur på 4–12°C. Ögonkorall förekommer i hela Atlanten och finns också rapporterad från Indiska oceanen (Madagaskar), Stilla havet (Nya Zeeland) och Medelhavet. Ögonkorall har till skillnad från tropiska revbyggande koraller inga zooxantheller och kan leva i djupa vatten. Den finns från 39 meters djup i Trondheimsfjorden (Norge) och ned till cirka 3000 meters djup (utanför Florida). Det största kända revet av ögonkorall finns utanför Röst vid Lofoten (Norge) på 300–400 meters djup och har en längd på 35 kilometer och en bredd på 3 kilometer. I svenska vatten finns ögonkorall endast i Skagerrak i Koster-Väderö-rännan (Kosterfjorden-Väderöfjorden) på cirka 80–100 meters djup.
Ögonkorall är en av få revbyggande kallvattenkoraller och räknas som en nyckelart då rev av ögonkorall bildar en unik biotop, som utgör habitat för många marina djur, både fiskar och olika ryggradslösa djur, som blötdjur, kräftdjur och tagghudingar.

## Systematik
Ögonkorall placerades tidigare som enda art i släktet Lophelia, men den fördes 2016 till släktet Desmophyllum i en studie av släktskap baserat på både genetiska data (komplett mitokondriegenom och 30 mikrosatelliter) samt egenskaper från kalkskelettets anläggande och mikrostruktur.

## Kännetecken

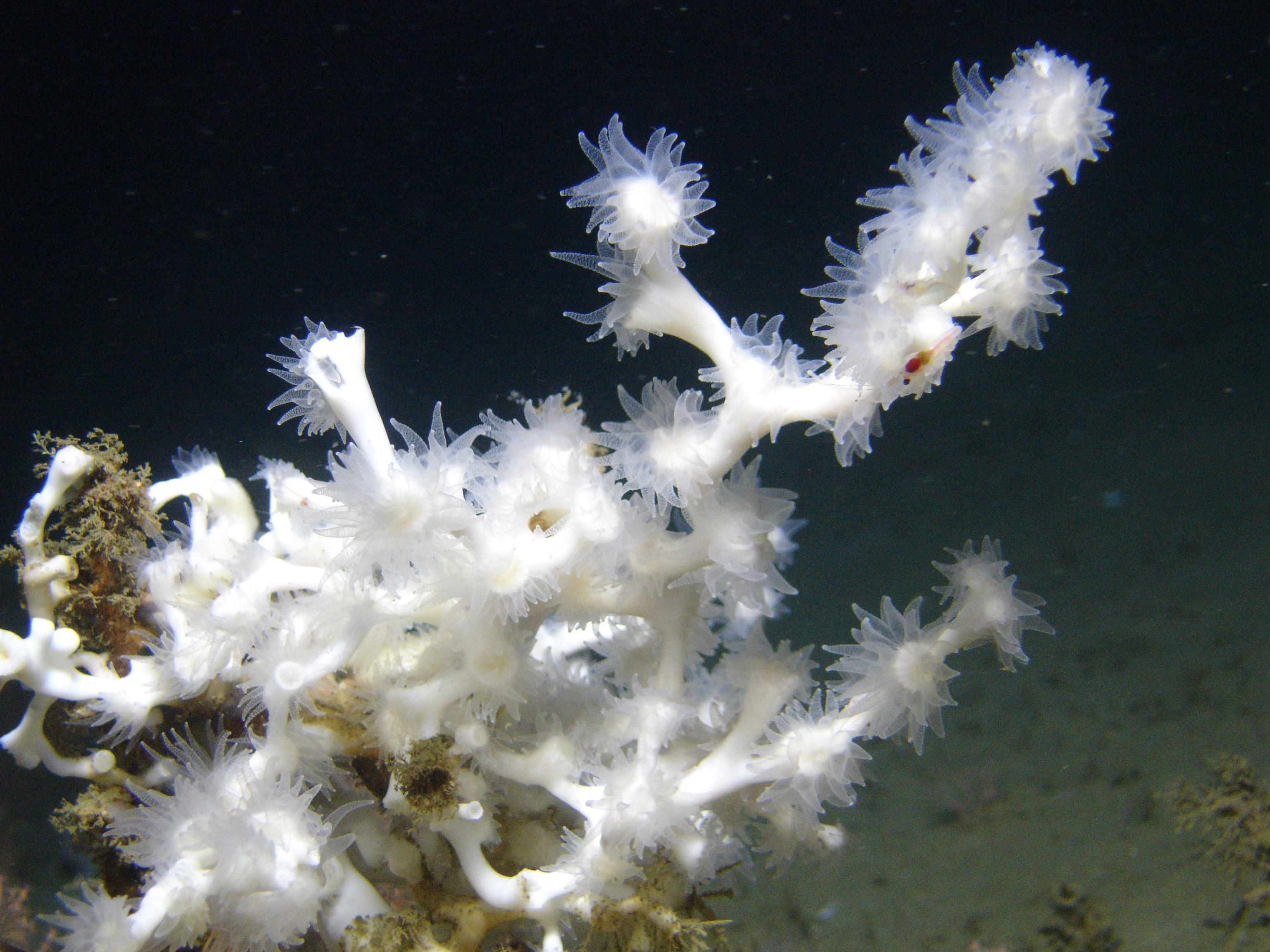
Vit ögonkorall på 450 meters djup i norra centrala Mexikanska golfen.

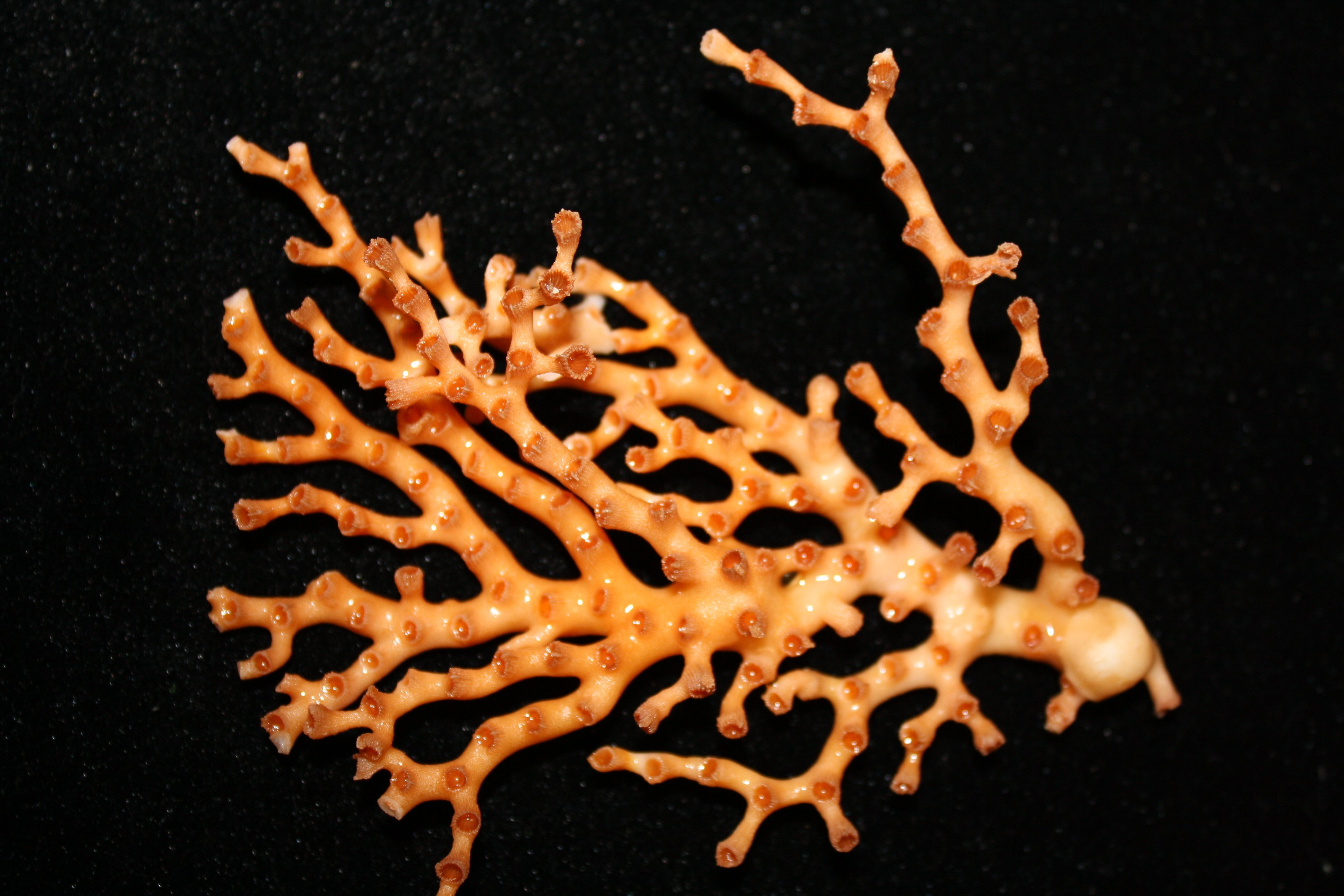
Gulorange ögonkorall från norra Atlanten.

Ögonkorall är en kolonibildande stenkorall med kalkskelett. Polyperna sitter i kalkbägare som är 10–20 mm i diameter och upp till 4–5 cm i längd. Kalkbägaren är cylindrisk och trattlikt utvidgad mot öppningen. Själva den mjuka polypkroppen är 5–10 mm i diameter. Polypen har vanligen 32–36 tentakler, som mest upp till 50 tentakler. Tentaklerna är halvt genomskinliga och upp till 10 mm långa och är försedda med nässelceller som sitter i ansamlingar, så kallade nässelbatterier, synliga som vita prickar på tentaklerna. Polyperna är sammandragbara och kan nästan helt dra sig in i sina kalkbägare.
Kolonierna kan mäta över 50 cm i höjd, en stor koloni till och med över en meter, och är oregelbundet förgrenade. Storleken beror på kolonins ålder, ju större en koloni är, desto äldre är den. Kolonin växer genom att nya polyper bildas genom knoppning av äldre polyper. Knoppning är en form av asexuell förökning och polyperna i en koloni är alla kloner. Tillväxthastigheten för kolonin är 5–10 mm per år som högst 28 mm. Detta motsvarar ungefär en ny polyp per gren och år. Bara den yttre delen av kolonin bär levande polyper. De undre och äldre grenarna, som är tidigare polypgenerationers bevarade skelett, försvagas med tiden, bland annat genom angrepp av borrsvampar, och tyngden av den växande, levande yttre delen av kolonin gör till slut att de äldre undre grenarna kollapsar eller att delar av kolonin bryts av, vilket bygger på revet och utökar det, genom att korallbitar som bryts loss sprids och ger upphov till nya kolonier (om den avbrutna delen har levande polyper, fragmentation) eller blir underlag för nya kolonier (den avbrutna delen blir fäste för en planulalarv). Planula är ett larvstadium vid sexuell förökning hos koraller, som hos ögonkorall liksom hos många andra koraller går till så att polyperna samtidigt släpper ut ägg och spermier i vattnet. Befruktningen sker fritt i vattnet. Befruktade ägg utvecklas till planulalarver som efter en tid som frisimmande slår sig ned på ett underlag och omvandlas till polyper som förökar sig genom knoppning och bildar nya kolonier. Sexuell förökning sörjer alltså för genetisk variation och asexuell förökning för kolonins tillväxt.
Ögonkorall förekommer i olika färgmorfer och kan vara vit, gulorange eller skär (rosa). Olika färgmorfer kan förekomma inom samma havsområde och rev men kan vara olika vanliga på olika platser och en form kan vara dominerande på en viss plats, som i ett visst rev eller havsområde. I svenska vatten är vita ögonkoraller vanligast.

## Ekologi
Ögonkorall är en kallvattenkorall och förekommer i vatten med en stabil temperatur på 4–12°C. Bäst trivs den med en temperatur på 6–8°C. Dess övre temperaturgräns är cirka 13°C. Den tål tillfälligt lägre temperaturer, ned till någon minusgrad. Den behöver en salthalt på 32–39 ‰ och en väl strömsatt livsmiljö för att förhindra igenslamning. Ögonkorall lever på hårdbotten och är djuplevande då de levnadsförhållanden som den föredrar har samband med djupa vatten. Den förekommer på kontinentalsockeln och vid kontinentalbranten, djuprännor och undervattensberg. Ögonkorall har stor utbredning och förekommer i hela Atlanten och finns också rapporterad från Indiska oceanen (Madagaskar), Stilla havet (Nya Zeeland) och Medelhavet. Den finns från 39 meters djup i Trondheimsfjorden (Norge) och ned till cirka 3000 meters djup (utanför Florida). Vanligast är den på några hundra meters djup, i nordöstra Atlanten på cirka 80–500 meters djup. Den är mindre vanlig på över 1000 meters djup. I Medelhavet lever den på 200–1 100 meters djup. I fråga om latitud har den återfunnits från 71º nordlig bredd (Barents hav) till 51º sydlig bredd (Nya Zeeland).
Livslängden för polyperna uppskattas till högst 20 år, men kolonierna kan bli mycket äldre, troligen upp till 10 000 år. En koloni med en höjd på en meter är med en genomsnittlig tillväxt som är cirka 7 mm om året runt 140 år gammal. Det finns ögonkorallskolonier i Sularevet utanför Norge som har daterats till 8 700 år. Sularevet är cirka 13 kilometer långt och 700 meter brett. Det största kända revet av ögonkorall, Röstrevet, finns utanför Röst vid Lofoten (Norge) på 300–400 meters djup och har en längd på 35 kilometer och en bredd på 3 kilometer. I svenska vatten fanns det på 1930-talet tre levande rev av ögonkorall. De två sydligaste reven, belägna nordost om Väderöarna, förstördes dock av bottentrålning och var på 1970-talet döda. Bara det nordligaste revet, Säckenrevet, i Kosterfjorden, idag beläget inom Kosterhavets nationalpark, var från 1970-talet levande, även om detta rev också skadades av bottentrålning. Säckenrevet är minst 3 000 år gammalt, kanske upp till 8 000 år. Det består idag av cirka 300 kvadratmeter levande korallrev i ett större område på 250 och ett mindre på 50 kvadratmeter. Inom Väderöarnas naturreservat där bottentrålning nu är förbjuden, upptäcktes 2013 åter levande ögonkorall i Väderörevet, som tidigare ansågs som dött rev, inom ett litet område på 50 kvadratmeter.

### Föda
Ögonkorall brukar betecknas som en generalist när det gäller födan då den kan leva av olika slags tillgänglig föda. Den livnär sig främst på zooplankton på upp till 2 cm i storlek som polyperna fångar med hjälp av sina tentakler och nässelceller, som bland annat hoppkräftor, lysräkor och pilmaskar. Men även små partiklar av annat ätbart organiskt material kan infångas av polyperna, som små bitar av döda fiskar och andra djur, som sjunker ned från de övre vattenskikten. Detta brukar i ekologisk mening kallas för marin snö.

## Hotstatus
Ögonkorall som art är inte utvärderad globalt av IUCN, men rödlistad som akut hotad i svenska vatten och nära hotad i norska vatten. Rev av ögonkorall hotas bland annat av bottentrålning. Bottentrålning förstör reven genom att krossa korallkolonierna och det virvlar också upp sediment, som driver med havsströmmarna och lägger sig som ett kvävande täcke över otrålade delar av revet, som därmed också skadas och kan dö. Skyddade områden med trålningsförbud har på vissa håll inrättats, men brott mot förbuden sker ibland och ger skador på reven som tar mycket lång tid att läka, flera årtionden och kanske hundratals år, på grund av ögonkorallens långsamma tillväxt. Till exempel ingår Kosterfjorden-Väderöfjorden i EU:s nätverk för värdefull natur, Natura 2000. Ett annat långsiktigt hot mot rev av ögonkorall är havsförsurning.
I Medelhavet är den rödlistad som starkt hotad. Utbredningen i Medelhavet är dåligt känd, men populationen antas vara mycket fragmenterad. Den associeras i Medelhavet ofta med Madrepora oculata, och båda korallarterna har viktiga roller i djupare revekosystem.

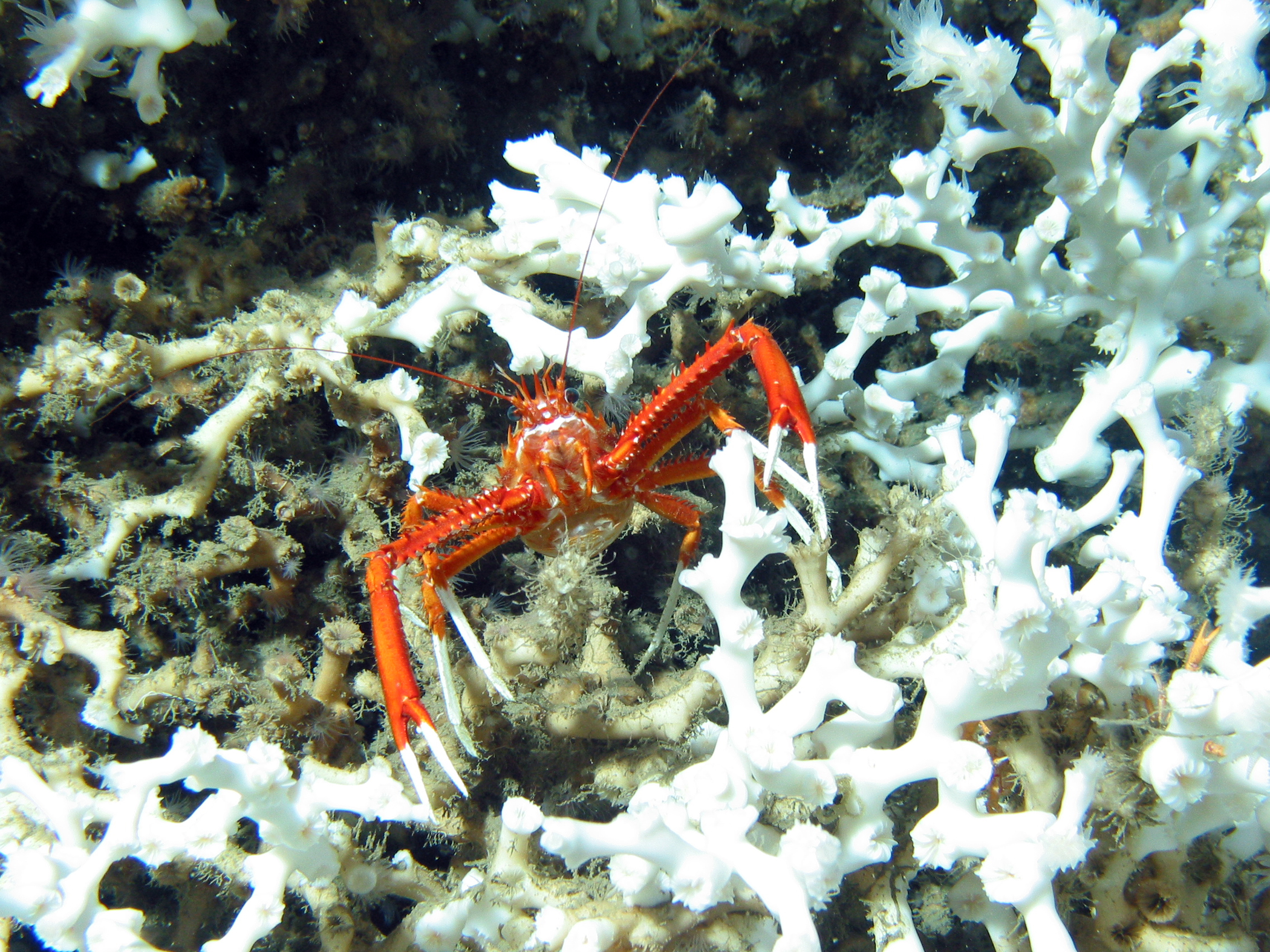
Rev av ögonkorall är habitat för många andra djur, som här kräftdjuret Eumunida picta.
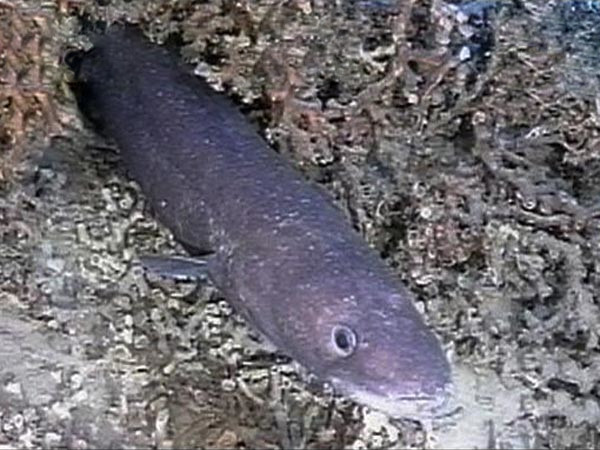
En havsål i rev av ögonkorall.
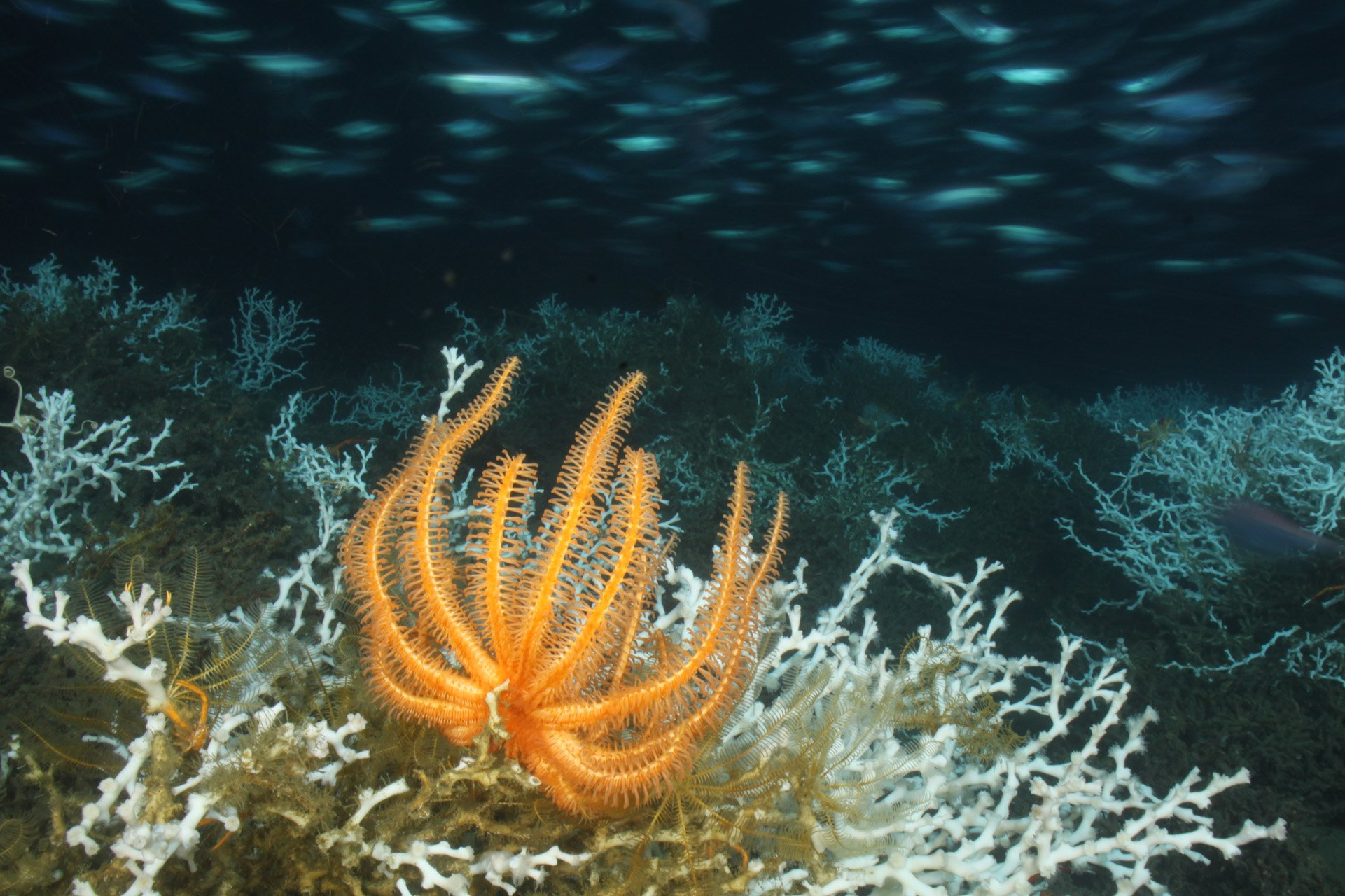
Rev av ögonkorall med en ormstjärna i förgrunden.